# 鬼人幻燈抄
『鬼人幻燈抄』（きじんげんとうしょう）は、中西モトオによる日本の小説。および、それを原作とする漫画やアニメ作品。小説投稿サイト「Arcadia」や「小説家になろう」にて連載されたのち、2019年から双葉社より商業出版された。

## 概要
2011年12月ごろ、小説投稿サイト「Arcadia」にてモトオ名義で連載を開始。投稿した初稿を削除のうえ、2013年1月から改訂版を連載し、2014年3月に完結した。2015年12月には「小説家になろう」にてArcadia版の再改訂版を連載開始し、2016年9月に完結（番外編を含めると10月）。2019年6月から双葉社より中西モトオ名義で単行本が刊行され、2021年5月からは文庫版（双葉文庫）も刊行されている。イラストはTamaki（たまき）。
メディアミックスとして、里見有によるコミカライズ版の単行本第1巻が双葉社より2021年9月に発売された。『月刊アクション』（双葉社）では2022年3月号から2024年4月号まで連載され、その後『漫画アクション』（同社）へ移籍し、2024年4月2日号から連載中。2025年からテレビアニメが放送中。

## あらすじ
江戸時代、天保元年。幼くして家出をした甚太と妹の鈴音は、たまたま出会った元治に助けられ、彼の故郷である葛野（かどの）の村で元治の娘・白雪とともに新しい生活を送ることになる。
時は経ち、天保十一年。齢十八になった甚太は、村の「いつきひめ」（葛野で信仰されている土着神に祈りを捧げる巫女）を護衛する巫女守（みこもり）という仕事をしていた。ある日、村の近くに現れた鬼を討伐しに出かけた際に、鬼を退治することには成功したが、その鬼から鬼の能力を受け継ぎ、甚太の体も鬼となってしまう。一方、甚太が鬼退治で村を離れているスキを狙って鬼が村を襲い、「いつきひめ」であった白雪が殺されてしまう。また、その白雪を殺した相手が、実は鬼にかどわかされて鬼に身を転じてしまった妹の鈴音であった。鬼となった鈴音の力は強大で、「今から百七十年後に全ての人を滅ぼす災厄となり、永久に闇を統べる王が生まれる」という。
鬼となった甚太は名前を甚夜と変え、鬼となった妹を止めるために、江戸時代、幕末、明治、大正、昭和と様々な時代を鬼討伐をしながら過ごし、力を身に着けていく。

## 登場人物
声の項はテレビアニメ版の声優。

### 葛野編
甚太（じんた） / 葛野甚夜（かどの じんや）
声 - 八代拓、徳留慎乃佑（幼少期）
かつて葛野の地で巫女守を務めた少年であり、この作品の主人公。外見年齢は十八歳だが、百年を超える年月を過ごしてきた鬼人であり、愛刀である宝刀「夜来」を手に長い間身一つで鬼狩りをしてきた剣豪。
幼少期、虐待を繰り返す実父を見かねて妹の鈴音と共に家出した先で巫女守の元治に拾われ、葛野の村で運命の女である白雪と出会った。だが鬼に堕ちた妹の手により白雪を失い、その憎しみから自身も鬼と化す。村長によって葛野の宝刀「夜来」を託され、夜の入った名「甚夜」を今後は名乗るよう言われる。そうして〈遠見〉の鬼女に利用され、未来に鬼神となって現世を滅ぼすという道を辿る鈴音を止めるべく百七十年もの長い旅に出る。
江戸に移った後、鬼狩りの浪人、蕎麦屋の店主、華族の使用人、高校生と様々な環境で過ごし、次第に復讐以外のものも抱えるようになっていくが、根本となる妹への憎悪だけは消えず、百七十年後に再び葛野の地へ現れた妹との決戦に挑んでいく。最終決戦において、マガツメと化した鈴音と心中せんと同化（生きている相手と同化すれば、二つの意識がぶつかり合って肉体が耐えきれず崩壊する）しようとするが、最後の最後に兄への想いを優先させた鈴音が自死を選んだことで彼女を取り込んでしまい、〈遠見〉の鬼女が未来視で視たあやかしたちを守り慈しむ鬼神である「永久に闇を統べる王」となる。
甚夜は長らく「永久に闇を統べる王」とは鈴音の事だと思っていたが、最後の戦いが終わって自身がソレになった際に〈遠見〉の鬼は兄妹の殺し合いの果てに王が誕生すると予言しただけである事に気付き、この結末は最初から変わっていなかったのかもしれないと考えた。
鈴音（すずね）/ マガツメ（禍津女）
声 - 上田麗奈
甚太の妹。かつて鬼が戯れに甚太の母親を犯した末に生まれた娘で、右目が赤い鬼の目となっている。どういうわけか甚太と共に家を出てからもずっと成長せず、幼い頃のままの姿で過ごしていた。これは甚太に肉親以上の想いを抱えていたが、姉も同然だった白雪に譲るべく、妹であり続けるために自分の意思で成長せずにいたためだった事が後に判明する。
〈遠見〉の鬼女によって、兄のことを愛しながらも清正との結婚を決めた白雪の事を知らされ、売女に裏切られたと怒り狂って鬼に堕ち彼女を惨殺する。この際に己の枷を外したため、外見年齢は十六か十七ほどへと成長し、右目だけだった赤目は両方ともに、栗色の髪は金髪へと変じていた。
葛野を去ったのち、鬼の首魁「マガツメ」となって甚夜のもとに再び現れ、自身から生み出した娘を使って度々甚夜を苦しめる。これらの敵対行為だが、実は鈴音にとって悪い事をしているという意識はなく、自分の思う兄の幸福のための行いでしかなかった。これは、彼女にとっての幸福とは仲の良い兄妹であった頃の葛野の生活にしかなく、惨劇以降の時の流れは自分にとっても兄にとっても価値が無いと思っていたため。時を経て多くの物を得てきた甚夜と、時を経ても変わらなかった鈴音との間に起こったすれ違いでもあった。
彼女の最終目的は、時を巻き戻す＜まほろば＞の力と最後の娘である鈴蘭の複製の力を使ってかつての葛野を再現する事であり、世界を滅ぼすとはその時点での世界がリセットされて人も建物も何もかも消えさるという事だった。最終決戦では、共に滅びようと同化により心中を図る兄へと自身の抱いていた想いが流れ込み、全てを知られた上でなお妹として頭を撫でてくれた事で心が救われ、兄を守るために残された全ての力で自身の頭を貫き自死した。
白雪（しらゆき）/ 白夜（びゃくや）
声 - 早見沙織
葛野で信仰されている火の狐神「マヒルさま」に祈りを捧げる巫女「いつきひめ」の当代で、いつきひめとしての時は白夜と名乗る。甚太とは幼馴染で互いに想い合う仲だったが、葛野の血を引かない甚太と村長の息子である清正の両方から想いを寄せられ、息子のためにと一計を図った村長により清正と婚約することとなる。そして苦悩の末に自らの想いを殺してでも「いつきひめ」として生きる道を選んだが、このことが兄こそ全てで葛野の事などどうでも良かった鈴音の逆鱗に触れ、長きに渡る戦いの引き金となってしまう。後に、残された想いからこの選択を悔いているのが分かるが、それでも自分たちはこうなる道しか選べなかったとも、結局自分は何一つ成せなかったとも思っていた。亡骸はその後もマガツメに利用され、頭部はマガツメの娘の東菊に埋め込まれ、身体は泉に沈められて飲んだ人を鬼と化す酒「ゆきのなごり」を生み出す元とされた。
実は「いつきひめ」とは戦国期の刀匠兼臣と妻であった鬼女夜刀の娘を守るために作られた制度で、その子孫であるこの家系は鬼の血を引いていた事が後に判明する。
清正（きよまさ）
声 - 熊谷健太郎
もう一人の巫女守で、村長の子。気遣いができ心優しい所もあった男で、いつきひめとなって社から出られない白夜のために本を届けたり、自身で物語を書いて伝えたりもしていた。実は白夜を好いており、恋敵であり自分より優れた男だとも感じていた甚太とは折り合いが悪く、度々言い争いをしていた。しかし一方で甚太の事を友であるとも思っていた。父親の謀で白夜を手に入れるも、それが全ての惨劇の引き金となってしまった。宝刀「夜来」を継承して甚夜となった友が旅立ってからも、ずっと後悔を抱いて生きていた。友が旅立って五十年後に説話集『大和流魂記』を著し、甚太たちの始まりの物語「姫と青鬼」と自身の想いを綴った後記を後世に伝える。平成編で後記は吉岡麻衣によって読み解かれ、過去からの想いを届ける手紙として甚夜に伝わった。
元治（もとはる）
声 - 小林親弘
先代いつきひめ「夜風」の巫女守で、甚太の養父。虐待を繰り返す実父から逃げ出してきた甚太と鈴音を拾い、実子白雪と共に我が子として育てる。将来いいつきひめとなる白雪のために巫女守となるべく修行していた甚太の師でもあった。愛妻家で、九段坂という浮世絵を製作させるほど夜風に惚れていた。だが、先代いつきひめだった夜風が愛していた葛野への失望から激しい憎しみで堕ちて鬼と化し、彼女を止めるべく相討ちになって死亡する。夜風は夜刀守兼臣〈鬼哭〉に封じられており、大正編での南雲叡善との戦いのどさくさに紛れて奪取した吉隠が、封印されていた彼女を食らう事で〈織女〉の力を手に入れた。
村長（むらおさ）
声 - 中博史
葛野の村長で清正の父親。息子がいつきひめに想いを寄せている事と、甚太といつきひめである白夜が互いを好いている事を知っていたが、息子可愛さのために村長としての権力を用いて清正との婚約を成立させてしまった。このことが惨劇の引き金となり、息子共々深い後悔を抱く事となった。この事件のあと甚太が夜来を抜いた事で正当な継承者と認め、夜を名乗る事を言い渡した。甚夜が旅立つ日、時を経て変わり果てた故郷へといずれ戻ってくる彼に、たとえ瞬きの命でも残せるものがあると伝え、帰還時に涙の一つも零させてやろうと「甚太神社」という新しい神社を建立。「恋い慕う雪が溶けて消えても、今ここに春の花が咲く」「あの日失くした物が還ることはなくとも、長い長い歳月の果てに、あの頃の想いが美しい景色を作り出す」という想いを込めて、姫川という姓を千歳に与えて新しい「いつきひめ」を立て、これらを百七十年後まで継がせて残した。これが甚太神社の娘が代々いつきひめを継ぐことの意味であり、この想いは平成編で辿り着いた神社と当代いつきひめ「みやか」の存在によって甚夜に伝わり、彼はかつて村長が願ったように涙を零した。
千歳（ちとせ）/ 姫川千夜（ひめかわ ちよ）
声 - 社本悠
白雪と鈴音の友達であるだんご屋の娘。甚太に想いを寄せており、彼が訪れるたびに好物だった磯辺餅を振舞っていた。惨劇のあと、村長より「姫川」という姓を貰って新しいいつきひめ「千夜」となり、甚太神社を代々守っていく一族となる事を受け入れた。後に、祭りの日に出会った国枝航大と結婚して娘をもうけ、成長した娘がいつきひめを継いでからは狐神である「マヒルさま」と超常の力を宿す「狐の鏡」を祭るために京都に作られた甚太神社の分社「荒城稲荷神社」に夫と共に移る。四十も越えたころ、そこで未来から来た朝顔（梓屋薫）を伴って来訪した甚夜と再会した。
〈同化〉の鬼
声 - 白熊寛嗣
葛野を襲撃した二人組の鬼の片割れ。他の鬼の〈力〉を吸収する〈同化〉の力を有し、そうして得た〈剛力〉を行使する。甚太に討たれるが、死に際に自身の斬り落とされた左腕を甚太に植え付け彼が鬼となる切っ掛けを与えた。だが、この襲撃と鬼の力の譲渡は初めから計画されていた事であり、百七十年後に現れる鬼神を生み出すための布石となる事こそがこの鬼の狙いだった。
〈遠見〉の鬼女
声 - 近藤唯
葛野を襲撃した二人組の鬼の片割れ。兄を想う鈴音の心を巧みに誘導し、鬼に堕とす。甚太に討たれる間際、百七十年後に鈴音は現世を滅ぼす災厄となり、甚太との殺し合いの末に「永久に闇を統べる王」が生まれると〈遠見〉により見た未来を伝える。この二人組の行動の全ては未来に淘汰されゆく同胞たちを救うためであり、そのために兄妹が鬼となる必要があったために引き起こした襲撃だった。この鬼女は巻き込んだ白雪や兄妹への同情心も持っていたが、彼女らにとって優先されるべきは同胞の未来であり、この襲撃とそれによって起こった惨劇に微塵も後悔はしていなかった。この覚悟と目的を知った甚太は、同朋の未来を愁い戦った二人組の鬼を戦士だと認めたが、同時に死んだ彼らの名も知らなかった事実に後悔の念を抱き、以降鬼を討つ際に名を尋ねるようになった。
彼女の持っていた槍と残された血を使って葛野で作られた「狐の鏡」には時を超える力が宿っており、一般人の手に触れぬよう荒城稲荷神社に奉納されていた。この鏡は年々力が弱って来ており、そのうちただの鉄鏡となると言われていた。そうして明治時代にタイムスリップした梓屋薫が平成に帰還する際に、残された最後の力を振るった。

### 江戸編
善二（ぜんじ）
声 - 峯田大夢
須賀屋の手代。お調子者で腕っぷしはからきしだが、気の良い男で周囲の信頼も篤い。甚夜とも友人になる。後に奈津と結婚して須賀屋を継ぐ。須賀屋は平成まで続いており、デパートとして登場した。
奈津（なつ）
声 - 会沢紗弥
須賀屋の娘。幼い頃に両親を亡くし、以降重蔵のもとで育てられてきた。重蔵の本当の子供ではない、実は愛されていないのではないか、という不安から鬼を生み出してしまう。その鬼を甚夜が斬って以来出会う事は一切なかったが、三年ほど経ったある日に辻斬りの鬼の件で街を見張っていた甚夜と再会。善二と共に喜兵衛に通うようになる。そこで三代目秋津染五郎作の福良雀を入手したりと色々ありながらも交流が続き、甚夜に対する仄かな想いを育てていたが、父である重蔵が鬼に堕ちた上に目の前で鬼化した甚夜に斬られたことで、ショックから化け物と拒絶して縁が切れ喜兵衛にも通わなくなる。その後善二と結婚。間に出来た子供も成人して須賀屋を盛り立てていたが、大政奉還の一か月前、江戸を離れるべく幼い野茉莉を抱えて歩いていた彼と雑踏の中すれ違い、一瞬その姿を目にして叶わなかった想いを振り返った。後に、部屋にずっと飾られていた福良雀は須賀屋に納品に来ていた宇津木平吉を経て、奈津から野茉莉へのお土産として譲渡された。
重蔵（じゅうぞう）
声 - 相沢まさき
須賀屋の主人で、甚夜の実父。妻が鬼に犯されて生まれた子である鈴音を忌み嫌い、虐待していた。再会後も親子として関わることはないが、甚夜のことは息子として認めている。人を鬼に変える酒「ゆきのなごり」をそうと知らずに常飲していた結果鬼に堕ち、息子の甚夜に討たれる。
茂助（もすけ）
声 - 亀山雄慈
姿と気配を消す〈隠形〉の能力を持つ鬼。人に化けて裏長屋で暮らしていたが、妻が攫われた末に乱暴され、死体で発見されたために復讐を誓い犯人を捜していた。犯人は辻斬りだが、斬られたと思われる人数と死体の数が合わない事から人を襲う鬼だと考え、仇を捜索していた際に甚夜と出会って勘違いから敵対。だがすぐに事実を知って和解し飲み友達となる。その後共に辻斬りを捜索するなかで、遂に人を食らう鬼（はつ）を見つけるが、返り討ちに遭いその力を甚夜に託す。全てが終わった後、本当の仇は甚夜によって見つけ出され、茂助から託された隠形の力を使って目に見えない相手に襲われるという恐怖を味わわせながら斬り捨てられた。
はつ
声 - 寺崎裕香
茂助の妻。下種の二人組の男共(声—篠原孝太朗、喜多田悠)に攫われ、犯された末に殺された。その絶望から鬼となり、夫のもとに一刻も早く帰りたい一心から〈疾駆〉の力を操り、自分を乱暴した者と同性の男は殺し、自分と同性の女は食らうようになる。女を食らうのは失われた身体を得られると考えたからで、あくまで夫の下に帰るための行動であった。だが正気は失っており、結局はその夫を自身の手で殺め甚夜によって討たれる。その後同化で疾駆の力は甚夜の物となる。
おふう / 三浦ふう（みうら ふう）
声 - 茅野愛衣
蕎麦屋「喜兵衛」の看板娘。季節の花を愛でることを好み、甚夜にも教える。幼い頃に明暦の大火により目の前で家族を失い、そのショックから鬼となり時の流れが異なる結界を作る能力〈夢殿〉を得た。甚夜と出会った時点で200年近く生きていたため、見た目は年上の彼の事をあえて「甚夜君」と呼ぶ。能力の〈夢殿〉は過去の情景を結界内に再現する事と、外との時の流れが大幅に異なるのが特長というだけの力で、直接的な武力も持たないため上位の鬼だが強くはない。長い時を放浪して家のあった場所に戻ってきたら、そこには自分の知らない三浦の家があったために〈夢殿〉を発動して引き籠っていた。その〈夢殿〉に迷い込んできたのが定長で、彼と知り合った後に中で20年ばかりを共に過ごして現世に帰還。自分を決して見捨てず、ずっと側に居続けてくれた定長と義理の親子となって蕎麦屋を始めた。
甚夜が江戸に居た間ずっと付き合いは続いたが、明治維新を境に別れる。その後平成の世になって葛野で再会。平成になっても三浦の姓を大事にしており「三浦花店」という花屋を営んでいた。相変わらず10代半ばくらいの姿だが、周囲には「童顔な40代女性」と称している。吉隠との戦いで、解呪に年単位の時間がかかる強烈な呪いを受けた甚夜を救うためみやか達の下に来訪。自分の正体を彼女らに明かした。
三浦定長兵馬（みうら さだなが ひょうま）
声 - 上田燿司
直次の兄で、今は蕎麦屋「喜兵衛」の店主。おふうの作り出す結界に迷い込み、そこで心を閉ざして過去の記憶だけを見て過ごす彼女と出会い、見過すことは出来ないと20年あまりを共に過ごして現世に帰還。周囲から自身の記憶が失われていたため、武士の身分を捨ておふうと共に喜兵衛を営むようになった。彼が〈夢殿〉に迷い込んだ理由は、三浦の家が建つ場所がかつてのおふうの家があった場所と同じであったため。それで〈夢殿〉と家が偶然繋がってしまったのが原因だった。おふうの心を解きほぐし現代に帰還した時には年老いてしまっており、もう家に戻る事は出来ないと姿をくらませた。
三浦直次在衛（みうら なおつぐ ありひら）
声 - 山下誠一郎
喜兵衛の常連で、三浦家の嫡男。兄が周囲の記憶に存在しないことに思い悩み、甚夜に調査を依頼する。後に甚夜と友になり、兄の店である蕎麦屋「喜兵衛」で語らうようになった。幕末に京都に渡り倒幕派の一員となるが、維新後の武士がないがしろにされる明治の世に絶望し、マガツメの介入により鬼となる。武士として死ぬ事を望んで甚夜に決闘を申し込み、血液を刀に変化させる力〈血刀〉を用いて戦うが、直次は自分の技量では勝ち目が無い事を分かっていた。敗れて死ぬまでの短い時間甚夜と語らい、やがて来るマガツメとの戦いの際に役立てるよう〈血刀〉を託して逝く。
夜鷹（よたか）/ 三浦きぬ（みうら きぬ）
声 - 生天目仁美
最下級の街娼を指す言葉である「夜鷹」を名乗る娼婦。甚夜は娼婦同士のネットワークを頼って、情報屋として交流している。紆余曲折の末に直次と結婚して息子を生む。直次が鬼となって家を出るまで付き従う。老境に差し掛かった頃に、マガツメとの戦いに敗れて傷を負った甚夜を息子が発見した事で再会。その際、本人だと気づきながらも甚夜の息子だと勘違いしている体で振る舞う。野茉莉や隣人たちを守れず、三代目秋津染五郎までも死なせて全てを失って苦しむ甚夜に、辛い時は辛いって言えばいいと教え諭した。回復した甚夜が旅立ったあと、自身の半生を記した手記「雨夜鷹」を著す。
この雨夜鷹では、甚夜の事をわざと滑稽な三枚目として描いており、これは後の時代にこの話が残ったなら、それを見た甚夜の隣に馬鹿な彼を笑ってくれる誰かがいてくれますように、必死に頑張った貴方がいつか報われてほしい、というきぬなりの彼へのメッセージでもあった。そうして平成編でみやか達と演劇としての雨夜鷹を観た甚夜は、劇中での自分の扱いにきぬが予想した通りの悪態をつきながらも笑みが止められなかった。
秋津染吾郎（あきつ そめごろう）
声 - 遊佐浩二
付喪神使いの名跡「秋津染吾郎」の三代目。犬神をはじめ、多種多様な付喪神を使役する。切り札は、単純な力押ししか出来ないものの、その力は鬼神にも匹敵する鍾馗様の宿る短刀。甚夜が居を京都に移して以降は甚夜の営む「鬼そば」の常連となり、彼と親友の関係を築く。しかし、四代目秋津染吾郎に弟子の宇津木平吉を選んだあと、四十三年ぶりに甚夜の前に姿を表したマガツメと戦い命を落とす。平吉を四代目に指名した際に、この先で再会するだろう何代目かの秋津染吾郎から甚夜へ伝えてくれと伝言を託しており、長い時を経て十代目秋津染吾郎「桃恵萌」によって甚夜へと伝えられた。

### 幕末編
杉野又六（すぎの またろく）
声 - 高橋伸也
会津畠山家中屋敷にて御坊主を務める男。斬撃を飛ばす妖刀「夜刀守兼臣〈飛刃〉」を手に入れ、思わず妻で試し斬りをしてしまう。自身の凶行が受け入れられず自分は妖刀に操られたのだと思い込み、人斬りとなってその果てに討たれようと考える。そうして次の凶行に及ぼうとしていた矢先に甚夜に止められた。所持していた「夜刀守兼臣〈飛刃〉」は甚夜の同化によって力を奪われ、何の力も無いただの刀となった。
畠山泰秀（はたけやま やすひで）
声 - 関俊彦
典型的な佐幕派の武士で、鬼の力によって攘夷を果たそうとしている。明晰な頭脳により実際には攘夷など不可能だと分かっており、彼の本当の願いは無理な計画を推し進めて敗北し、最後まで武士として討ち死にする事だった。後に土浦に託された甚夜によって、その願いは叶えられた。
土浦（つちうら）
声 - 松田健一郎
泰秀に仕える鬼。身体を一時的に硬化させる〈不抜〉の力を有する。かつて戦国の時代、まだ山奥の小さな山村だった葛野の出身で、妖刀「夜刀守兼臣」および「夜来」の製作者である兼臣の弟子だった男。七尺（約2.1m）近い巨躯から鬼子と呼ばれ、師である兼臣を除いた村民らに疎まれ村八分同然の扱いを受けていた。唯一交流のあった幼馴染の少女も土浦と関わっていたことから迫害されていた。
兼臣の妻である夜刀が鬼である事に気付いた村人たちが鬼を討つべしと謀を巡らし、目障りだった土浦も夜刀諸共に始末しようと画策。そこで幼馴染の少女の両親を盾に取って逆らえなくした上で、土浦を罠に嵌めることを強要する。土浦は突然彼女に裏切られたと感じて絶望し鬼となり、その場にいた少女と討伐に来た村民ら全員を殺害したが、その直後に村に舞い戻った彼は幼馴染の両親から彼女が裏切った本当の理由と、心から土浦の事を好きだったのだという事を知らされてしまう。そうして大切なものを自ら手にかけた失意のまま故郷を逃げ出した土浦は、その先で泰秀に拾われ彼の部下となった。泰秀の刺客として甚夜と戦って敗れた後は、不抜の力を同化で彼に譲るとともに、泰秀の本当の望みを叶えてくれと託した。
夕凪（ゆうなぎ）
声 - 藤田曜子
対象の記憶に応じた幻覚を見せる力〈空言〉を持つ鬼。廃寺で捨て子だった野茉莉を育てており、甚夜に託した。
葛野野茉莉（かどの のまり）
声 - 若山詩音
甚夜の娘。元々は捨て子であり、夕凪から甚夜に託された。甚夜のことは本当の父親のように慕っており、周囲もとても仲のいい親子として認識している。二十歳の頃に東菊の能力によって記憶を改変され、甚夜に関する記憶を失う。後に四代目秋津染吾郎となった宇津木平吉と結婚し、その血筋は七代目秋津染吾郎まで続いたが、第二次世界大戦で七代目の妻子が死亡したため血筋は途絶えてしまった。
岡田貴一（おかだ きいち）
声 - 中井和哉
〈力〉を持たない下位の鬼ながら、剣技のみで高位の鬼に匹敵する域まで辿り着いた達人。その腕前は剣豪である甚夜をも上回る剣鬼。甚夜は彼の剣にある種の憧れを抱いている。忠義や名誉、信念のために刀を振るう者たちを「濁っている」と評し、刀を持つなら人を斬るべきであるという考えのもと、殺戮を是とする。甚夜と一戦を交えた後は、喜一的には濁りきっている彼に興味を持ち、濁ったままどこまでいけるか見守るようになる。そのため甚夜の依頼を受け度々共闘したり、飲み友達の様な関係も築く。平成の世まで生き続け、戻川高校近くのコンビニの店長をしている。平成の世では珍しく、濁りの少ない澄んだ少女であるみやかを気に入っている。

### 明治編
兼臣（かねおみ）
戦国期の刀匠、兼臣が妻である鬼女の血を混ぜて作った四振りの妖刀の一つ「夜刀守兼臣〈御影〉」を所有する少女として登場。主人を殺した地縛という鬼を追っており、その間甚夜の営む「鬼そば」に居候する。
その正体は、所有していた夜刀守兼臣〈御影〉そのもの。女性の人格と魂を持つ刀であり、実質的には刀の形をした鬼のようなものであった。宿った力〈御影〉は対象を人形のように操る力であり、地縛に奪われた主人「南雲和紗」の魂を取り戻すべく、魂なき主人の遺体を〈御影〉の力で操作して仇を追っていた。地縛との戦いで和紗の体は失ったものの仇討ちは叶い、その後は喋る刀となって甚夜を主とした。それ以降は「夜来」と共に甚夜の相棒として長く共にあり、彼の妻だという認識を抱いていた。これは甚夜の方もそうであった模様。大正編で、夜刀守兼臣<鬼哭>に封じた鬼と半ば同化した南雲叡善の渾身の一撃を受けて刀身が砕け、自らの死が避けられないと悟り、同化されて一つの存在となることを望んで〈御影〉として甚夜の力となった。
宇津木平吉（うつぎ へいきち）/ 四代目秋津染吾郎
三代目秋津染吾郎の弟子。この頃は鬼を嫌っており、鬼である甚夜の営む蕎麦屋「鬼そば」に師が足繁く通っていることを苦々しく思っていた。一方で甚夜の娘である野茉莉に惹かれており、結局鬼そばには自身も通っている。
三代目秋津染吾郎の死後、四代目秋津染吾郎の名を継いで甚夜の記憶を失った野茉莉と結婚する。体術を組み合わせた戦闘スタイルで、大正の頃には「稀代の退魔」と呼ばれるほどの実力者となる。後に、他人同士という関係ながら甚夜と野茉莉が再会できるよう計らった。
他の退魔と違い「一派」として存続してきた秋津染吾郎を、直系の子に伝承する方針に変更した人物で、これは三代目の遺言を自分の直系の子孫によって甚夜に伝えてほしいという想いからだった。しかしこの願いは七代目で断たれる事となってしまう。
向日葵（ひまわり）
マガツメの長女。鈴音がマガツメとなるために兄を愛する心を斬り捨てた結果生まれた娘。鈴音の最も純粋で強い想いが込められている娘で、それを汚さず守り抜くための存在だから他の娘と違って生まれた時から自我を持っていた。そのため甚夜にはかなり好意的で、目的が同じならば共闘することもある。保有する力〈向日葵〉で設定した対象を遠隔から監視することが出来る。戦闘力を持たず、マガツメが関わらない限りは人に対しても友好的な鬼であり、希美子や溜那とも数十年続く友人となるほど仲良くなる。
他の娘と違って向日葵には大事な役目があり、それはマガツメが敗北した後にこそ果たされるものであった。甚夜に「あいしています、いつまでも」という、鈴音の純粋で本当に大切だった想いを伝える事が役目であり、これを聞いた甚夜は私達は馬鹿だなぁと涙した。
地縛（じしばり）
マガツメの娘の一人。束縛してでも兄と一緒にいたい、というマガツメの思いから生まれた存在。保有する力〈地縛〉によって鎖を操り、鎖に縛られた相手の能力を封じる。かつて兼臣を振るった少女、南雲和紗の魂を〈地縛〉によって奪った事で自我を得たため、南雲和紗と瓜二つの外見をしている。兼臣の仇であり、最後は甚夜と共闘した彼女に心臓を貫かれて致命傷を負い、同化によって甚夜に喰われた。
東菊（あずまぎく）
触れるだけで苦しみを癒す「癒しの巫女」と呼ばれる、高位の鬼。実際は保有する力〈東菊〉によって辛苦の記憶を消去しているだけに過ぎない。
その正体はマガツメの娘の一人。いがみ合った過去、あるいは憎悪に狂った醜い自分を忘れて、また仲のいい兄妹に戻りたいという思いから生まれた。白雪の頭蓋を取り込んで自我を得たため、彼女の外見・記憶・人格・想いを継承している蘇った白雪とも呼べる存在。ただしマガツメの影響で捻じ曲げられている部分があり、白雪を再び汚されたとして甚夜の精神を逆なでする存在でもあった。
甚夜と出会ったことでマガツメの娘としての記憶と目的を取り戻し、野茉莉や周囲の隣人たちの記憶を改変して甚夜のことを忘れさせる。これは甚夜が幸せを見つけてもそれを壊すために設定された目的で、標的は最初から義理の娘である野茉莉や親交のある隣人たちの方だった。記憶を戻して野茉莉を救うべく甚夜に斬られたが、過去（白雪）と現在（野茉莉）のどちらを選択するのか見たかったのがマガツメの目的であり、それさえ叶えば後はどうなろうが構わなかったために<東菊>に記憶を戻す力は無く、結局野茉莉を救う術は手に入らなかった。
そもそも、東菊は白雪と甚夜に対するマガツメの嫌がらせに過ぎない存在であり、最初から死ぬことを期待されて生み捨てられた娘だったが、そんな彼女だからこそマガツメにも隠していた狙いがあり、同化された際に甚夜に白雪の残された想いを取り込ませる事が彼女にとっての目的だった。東菊を同化した影響で、精神世界でマガツメの影響の無い白雪との再会を果たした甚夜は、短くも心安らぐ語らいの後に、彼女とちゃんとした末期の別れを済ませられた事でようやく過去に本当の決着を付けられた。

### 大正編
藤堂芳彦（とうどう よしひこ）
渋谷にある小さなキネマ館「暦座」で働く少年。家を抜け出しよく訪れる希美子と仲が良く、そのため叡善の陰謀に巻き込まれることとなる。希美子のためなら命を掛けられ、自分より遥かに強い相手にも屈しない心意気を持つ少年。岡田喜一的にはとても澄んだ人物であり、強く気に入られて南雲叡善との戦いで助力を得た。
赤瀬希美子（あかせ きみこ）
赤瀬子爵家の令嬢。流行り物に目がなく、度々屋敷を抜け出す。赤瀬家の使用人である甚夜のことは「じいや」と呼んで懐いている。祖父の誠一郎によって叡善への生贄とされるはずであったが、父充知と甚夜たちの尽力によって生き延びる。芳彦と結婚して100歳を越えるまで生き、共に暦座を守り抜く。
南雲叡善（なぐも えいぜん）
かつて退魔の名家として知られながらも没落した南雲男爵家の元当主で、隠居し八十四歳となった今でも南雲家を牛耳る老人。人を喰らって貯蓄した命を使用した術で、人の身ながら鬼のような再生能力を有する外道。この能力の維持のために多数の犠牲者が出ているが、これまでずっと自分たち退魔が人の世を守ってきたのだから、今度はお前たちの命を自分が好きにする番だと考えている狂人。ここまで狂い果てたのは娘の「南雲和紗」の死が原因で、和紗さえ生きていれば南雲の没落は無かったと妄信し、地縛と和沙が戦う原因となった三代目秋津染五郎の采配を恨んでいる。人造の怪異「コドクノカゴ」を創り、それを南雲の手で討伐することで没落した南雲家の再興を図ろうとする。
溜那（りゅうな）
叡善により体を改造され、呪いの塊である人造の鬼神「コドクノカゴ」となった少女。男に犯されて孕む事で怪異を生むという能力を持たされているために、美しい容姿をしている。だが事が成る前に甚夜の手で助け出され、暦座の一員となった。自分を救ってくれた甚夜の事を慕っている。見た目は中学生くらいだが、鬼神であるため隔絶した力を持っており、能力を得た高位の鬼であろうと大抵は相手にならない。また自分自身が呪いの塊であるため、どんなに強力だろうと呪詛の類は一切効かない。希美子や向日葵とは友人となり、数十年に渡って付き合いが続いている。平成編でも向日葵の要請に応じて甚夜への救援に駆けつける。
井槌（いづち）
叡善に付き従う鬼の一人。技術の発達によって怪異がさしたる脅威でなくなった現状に怒りを覚え、現世を滅ぼしかねない「コドクノカゴ」を創ろうとしている叡善に従っている。能力を持たない下位の鬼だが、彼が能力を得られなかった理由は彼の中に叶わない願望を抱かなかったため。
近代兵器でも敵わない甚夜には憧れを抱き、敗色濃厚となっても果敢に立ち向かう。甚夜もその心意気を認め、一太刀で斬り伏せた後はとどめを刺さなかった。目を覚ました後自分の弱さを受け入れ、暦座の一員となり叡善に立ち向かう。この時に自分を受け入れた事で願望が無くなり能力を得られなくなっているが、そんな自分にも満足しているために気にしていない。芳彦の事を気に入っており、平成編でもずっと暦座で働いている。向日葵の要請に応じて甚夜への救援に溜那と共に赴いた。
吉隠（よなばり）
叡善に従う高位の鬼の一人。半陰陽で、元はミズチに仕える神聖な巫女として慕われていた。しかし時代が変わり神への信仰心が薄れると手のひらを返すように故郷を追われ、彷徨った末に見世物として捕らえられて身も心も徹底的に蹂躙され、その末に鬼となった。その生い立ちこそ悲惨なものだが、自身の行動理由を「八つ当たり」と評し、命は玩具と語って弱者を甚振り尽くすのが楽しみという外道に堕ちたこと、吉隠による犠牲者があまりに多すぎたためにもはや同情には値しない。甚夜は吉隠の事を、悪辣で自身の愉しみのために意味もなく被害を広げる者だと言い、その趣味の悪さには同僚だった井槌すら不快感を抱いていた。南雲の下を去った後も暗躍し続けており、甚夜の絶望を楽しむように、悪辣な手段で苦しめ続ける。保有する力は対象を何があろうと死なない状態にする〈戯具〉だったが、後に夜刀守兼臣〈鬼哭〉に封じられていた夜風を喰って感情を物理的干渉に変える〈織女〉も得た。
平成編でも多くの策を巡らせ、都市伝説＜かんかんだら＞を利用して自らを改造して鬼神となりついに甚夜を倒すべく襲い来たが、この都市伝説の弱点であった巫女の力によって封ぜられるという伝承を「みやか」に突かれ、吉隠が取り込んだ夜風の力〈織女〉が立ちはだかった彼女を守ろうと働いて身動きが取れなくなり、陰からの夜刀の炎による助力や仲間たちの協力も得て追い詰めていき、最後は甚夜の同化で消滅させられた。
赤瀬充知（あかせ みちとも）
希美子の父で、赤瀬家現当主。入婿であり家内の立場が弱く、義父には逆らえない。叡善が何やら企んでいることは知っており、学生時代からの知り合いである甚夜に希美子の護衛を頼む。
赤瀬志乃（あかせ しの）
希美子の母。小さな頃はかなりのお転婆で、度々夫にその頃のことをからかわれている。希美子が甚夜のことを「じいや」と呼ぶのは、かつて志乃が甚夜の名を「じいや」と呼び間違え、そこからずっと「じいや」と呼んでいたため。
本木宗司（もとき そうし）
浅草の骨董屋「古結堂」の店主の孫。幼馴染の小尋を取り込んだマガツメの娘、古椿が討たれる姿を見て、甚夜を小尋の仇として恨むようになる。
三枝小尋（さえぐさ こひろ）
宗司の幼馴染。戯れで吉隠によって連れ去られ、〈戯具〉で死なないようにされた上で凄惨極まる拷問を繰り返し受け、自ら死を願う程に心を壊された挙句に古椿に取り込まれる。
古椿（ふるつばき）
マガツメの娘の一人。甚夜を操ってでも逢瀬を楽しみたいという思いから生まれた存在。叡善によって攫われ、改造され、もはやマガツメの娘としての自我は失われている。三枝小尋を取り込み、小尋と瓜二つの姿をとる。保有する〈古椿〉は、人間の意志を乗っ取り操る能力。

### 昭和編
ほたる
玉ノ井近くの赤線区域「鳩の街」の娼婦。自らを買った客と一夜限りの恋を演出することを信条とする。梶井匠と恋仲であったが、死病にかかり死期の近い自分が妻となって匠を苦しめることを厭い、逃げ出して娼婦となった。
梶井匠（かじい たくみ）
ほたるを探して鳩の街に訪れた若き医師。ほたるとは家族ぐるみでの付き合いがあり、親戚の家をたらい回しにされていたほたるを引き取り、恋仲となる。
本木青葉（もとき あおば）/ 柚原青葉（ゆのはら - ）
鳩の街の娼婦。娼婦といっても十六歳であり、まだ客を取ったことはない。鳩の街を訪れた陣甚夜に最初に出会い、それから甚夜を家に泊めている。
実は本木宗司の孫であり、祖父から押し付けられる三枝小尋の復讐を嫌がり家を飛び出した。亡くした祖父になにかしてやりたいという思いから甚夜と一戦を交え、甚夜を夜刀守兼臣〈鬼哭〉に封印する。
桜庭ミルクホールの店長
鳩の街にある娼館「桜庭ミルクホール」の店主。三十代から四十代の、女言葉を使う男。
七緒
青葉の働く娼館「イチカワ」の娼婦であり管理者。マガツメの娘水仙が成り代わった姿だが、マガツメとの関わりはほぼない。妹の切り捨てた思いと向き合おうとする甚夜を受け入れ、マガツメの情報を甚夜に語る。自分を愛して欲しいという鈴音の思いから生まれた存在。保有する力〈水仙〉は、対象への干渉を自身に移し替える力。
あけみ
桜庭ミルクホールで働く娼婦。生活苦ではなく、身一つで稼げる手段として娼婦になることを選んだ娘。父と義母に逆らえず、本心を隠す母を嫌っており、その姿を思い出させるほたるにも良い感情を抱いていない。
高森啓人（たかもり けいと）
浅草に住む高校生の少年。甚夜を封印した夜刀守兼臣〈鬼哭〉が安置されている神社に日々訪れる青葉を慕っている。やよいと出会って一目ぼれするが、当時小学生だった彼女と自分では歳が離れているため長い事気持ちを表に出せなかった。
柚原七緒（ゆのはら ななお）
青葉の娘。啓人とやよいと仲が良く、度々3人で遊んでいる。
姫川夜宵（ひめかわ やよい）
声 - 小清水亜美
葛野にある甚太神社の娘。浅草に訪れた際に夜刀守兼臣〈鬼哭〉に封印されている甚夜に話しかけられ、悩みを打ち明ける。甚夜の事を「刀さん」と呼ぶ。後にいつきひめを継いで啓人と結婚。みやかを産む。

### 平成編
姫川美夜香（ひめかわ みやか ）
声 - 羊宮妃那
戻川高校の一年生で、昭和編で登場した姫川やよいの娘。最終章である平成編のヒロインであり、マガツメや吉隠の生み出した怪異に巻き込まれていく。甚夜が長い時を越えてようやく辿り着いた、甚太神社の当代のいつきひめ。作中の大半では「みやか」と平仮名で表記される。「姫川ちよ」から続く直系の子孫であり、甚夜にとって縁の深い存在だが、ただの人間の血筋であるため特別な力を一切持たない。可愛いというより綺麗という容姿をしており、男子からの人気が高い。自分では感情表現が苦手だと思っているが、周囲からはクールだと思われている。甚夜と出会った当初は普通の娘だったが、多くの怪異絡みの事件を経験することで芯の強さを獲得していく。岡田貴一には現代には珍しい濁りの少ない澄んだ娘だと評価されて気に入られている。かつて甚夜に関わりのあった者たちの霊が集う8月32日に迷い込んだ際、三代目秋津染吾郎に助言されて辿り着いた戻川の土手で待っていた白雪と甚夜の話をし、最後に「頑張ってね、女の子」とエールを送られた。
梓屋薫（あずさや かおる）
声 - 鈴代紗弓
戻川高校の一年生で、みやかとは中学以来の親友。年齢に割に幼い容姿をしており、女子たちから妹の様に可愛がられるタイプ。明るく素直な性格の持ち主で、口裂け女に襲われたことから甚夜と交流するようになる。後に明治時代にタイムスリップする事になっており、その時の名残で戻川高校で再会した甚夜からは「林檎飴の天女」「朝顔」と呼ばれた。
薫は当初この呼び方が何のことかわからず、甚夜に過去の知人に似ていたからと言われて納得していたが、タイムスリップにより過去で甚夜と出会って全ての理由が分かってからは「朝顔」と呼ばれることに抵抗がなくなり、みやかがちょっとモヤっとするほど距離が近くなる。
白峰八千枝（しらみね やちえ）
薫とみやかの中学時代の恩師。気風のいい男前な教師として、多くの生徒から慕われていた。吉隠により、息子の翔を最悪の呪具であるコトリバコの原料にするべく奪われた上に惨殺される。亡骸の腹に翔を含めた八人の子供の死骸を詰め込まれてコトリバコとされ、更に産女と合成された事で最上位の呪詛を振りまく捏造された都市伝説と化してみやか達を襲うが、向日葵によって救援依頼を受けてやって来ていた溜那によって阻止。コドクノカゴである彼女には最上位の呪詛であろうと一切効かないため、そのまま倒されて囚われた魂は正気に戻り、みやかへの詫びの言葉を残して成仏していった。
藤堂夏樹（とうどう なつき）
みやかと薫のクラスメイト。芳彦と希美子の曾孫であり、幼い頃から親しくしている甚夜を「じいちゃん」と呼んでいる。中肉中背でイケメンでもブ男でもない顔、勉強も運動も別に得意ではなく全てに平凡という、まさに絵に描いたようなモブキャラだが、癖の強い女になぜか好かれるという体質をしており、それはあやかしにまで範囲が及ぶ。そのため女性との縁が多く、男子生徒達からはハーレム野郎といった嫉妬と敵意を抱かれ困っている。
根来音久美子
みやかと薫のクラスメイト。夏樹が東京から引っ越して来て以来の幼馴染で、少し癖のある性格。夏樹のことは「なっき」と呼ぶ。傍目からはどうみても付き合っているようにしか見えないが、本人的には付き合っていないらしい。スタイルも良く美人で男子の人気は高いが、告白されても「なっき」じゃないと言って一蹴するため、嫉妬と恨みが夏樹へと集まる原因となっている。
桃恵萌（ももえ もえ）
みやかと薫のクラスメイトで、かなり派手な服装をしていて容姿も優れた少女。この格好はあくまで自分らしさの表現であり、色眼鏡で見てくる周囲が悪し様に噂するような援助交際するような尻軽女ではない。むしろ身持ちは固く、性格も真面目な所があるなど、外見からだけでは彼女の本質は分からない。続けて読むと「もえもえ」となる本名で呼ばれるのを好まず、自分の事は「アキ」と呼ぶようにクラスメイトに告げていたが、当初はどこから来た渾名か誰にも分からなかった。
実は、当代の「秋津染吾郎」を継ぐものであり、この年齢にして十代目を襲名している天才肌。七代目の妻子が戦火により亡くなって、四代目から続いた野茉莉直系の血筋が絶えた際、生き残った七代目が秋津の名だけは絶やさないために弟子として引き取った戦災孤児「桃恵」が後に八代目を継ぎ、その家系が今に至るまで三代目から託された伝言を継いできた。子供の頃から聞かされてきた甚夜の姿に憧れのヒーローのような感情を抱いており、自分の代で彼に伝言を伝えられた事が大きな喜び。三代目からずっと継承されてきた鍾馗様の宿る短刀に加えて自作の携帯ストラップを付喪神とし、甚夜の相棒として共闘出来る事に誇りを感じている。自分の正体と伝言を伝えられた当初の感情は親友だったが、時を経るごとにその感情が親友から恋心へと変化していった。
富島柳（とみしま やなぎ）
薫らのクラスメートで、その容姿と人柄から女子人気が高い。しかし柳自身は他の女子に興味がなく、中学時代に出会った吉岡麻衣とずっと仲良くしていた。だが自分が原因で彼女が虐められている現場を目撃したことで、都市伝説〈ひきこさん〉になってしまう。だが甚夜の助力や麻衣の思いもあって自力で人に戻ることができ、その後は部分的に〈ひきこさん〉の力を行使できる都市伝説保持者となって怪異と戦えるようになる。
吉岡麻衣（よしおか まい）
薫らのクラスメートで、引っ込み思案の少女。中学時代に図書室で富島柳に声を掛けられて以来交流が続いており、今では常に一緒にいるようになっている。この事による嫉妬が原因で虐めを受けていたが、友人たちのおかげで現在は全て治まっている。甚夜から過去の話をよく聞いており、実際に過去の甚夜に会った薫並みに彼の過去について詳しい。
鈴蘭（すずらん）
マガツメの末娘。保有する〈鈴蘭〉により、人間を素材にして複製したい対象の完璧な複製体を作成できる。この〈鈴蘭〉の力で失われた葛野の人々を複製し、もう一度170年前の日々を再現するためにマガツメが産んだ存在。

### 戦国時代後期
兼臣（かねおみ）
戦国期の葛野で暮らした刀匠。村で鬼子として迫害されていた土浦を見かねて己の弟子としていた。鬼女「夜刀」を妻とし、彼女との間に一子を授かっている。この子供「佳夜」が初代「いつきひめ」となった。「いつきひめ」と「巫女守」とは、巫女として社に籠る事で彼女を集落の者たちから守るためと、外敵からの守護を行いながら万が一血が暴走して鬼と化した際に斬る鬼切役を兼ねて、味方だった当時の村長と東吾と兼臣の三者で作り上げた制度だった。その呼び方の由来は火の神マヒルさまに祈りを捧げる巫女「斎の火女（いつきのひめ）」からで、同時に「居着きの緋目（いつきのひめ）」も内包しており、集落に居着いた鬼を意味していた。こうして白雪の代まで続いた鬼と人の混血である「いつきひめ」の家系が誕生した。
鬼と人との共存を願い、千年生きる妻より先に死にゆく自分が残せる絆として、彼女の血を混ぜて四振りの妖刀「夜刀守兼臣」を打った。 銘の由来は夫婦からで、二人の名前がそのまま入っている。これらは鬼の血が入っているために、百年もすれば何らかの力を宿す可能性があり、いずれ人造の妖刀となるかただの刀で終わるかを見届けるというのが残していく妻との約束となった。こうして産まれた四振りのうち、夜刀が去った後に完成した最後の一刀が、当時の集落の者たちに関連性を疑われぬよう鬼を祓う「遣らい」を捩った名を与えられ、御神刀として社に奉納されて葛野に伝わる事となった宝刀「夜来」であった。四刀はそれぞれ異なる力を宿すが、夜来の宿した力は「鬼と人両方の特性を持つものにしか抜けない」「千年の時を経ても朽ちない」というものだった。
夜刀（やと）
声 - 伊藤静
兼臣の妻となった鬼女。女子高生くらいの年齢に見える美しい容姿をしている。「いらずの森」で兼臣と出会って恋に落ち、集落の者たちには正体を隠して夫婦となった。強力な炎を操るその能力は＜火女＞で、兼臣との間に佳夜という一人娘を儲ける。初代「いつきひめ」として名が残る。彼女の「巫女守」は兼臣という事になっているが、時期的にこの制度が出来たのは夜刀が集落を去ってからなので、これは兼臣が名前だけでも存在を残しておこうとした感傷だと甚夜は考えている。
後に年を取らない事で正体がばれ、鬼を恐れる集落の者たちに鍛冶場が襲撃された際に殺害されたとされていたが、実際は東吾によって逃がされており、平成の世まで生き延びていた。江戸編に「名無し」として僅かに登場したり、吉隠との戦いで姿は見せないもののみやかに与力したり、甚夜とコンビニで偶然出会い人と共にある彼の在り方や夫との思いの籠った刀の行末を見届けた事に満足して去っていったりと、時々出番がある。
東吾（とうご）
葛野の集落の刀匠。普段は兼臣と作刀についてよく衝突しており、仲が悪いと集落の者たちには思われていた。仲が悪いと言われていたが、集落の者たちが鍛冶場を襲撃した際に夜刀を逃がし、彼女は死んだとして集落の者たちに説明したり、いつきひめの制度を兼臣や村長と共に作り上げたりと、実際には兼臣の味方側だった。二代目いつきひめ「佳夜」の巫女守が「東吾」だと後世には伝わっている。実際は初代巫女守で、もしもの際に父親に娘を殺させるのは忍びないと彼が就任した。

## 既刊一覧

### 小説（単行本）
- 中西モトオ（著）・Tamaki（イラスト） 『鬼人幻燈抄』 双葉社、全14巻
  1. 「葛野編 水泡の日々」2019年6月21日発売[12]、ISBN 978-4-575-24185-3
  2. 「江戸編 幸福の庭」2019年10月18日発売[13]、ISBN 978-4-575-24216-4
  3. 「江戸編 残雪酔夢」2020年2月21日発売[14]、ISBN 978-4-575-24253-9
  4. 「幕末編 天邪鬼の理」2020年6月19日発売[15]、ISBN 978-4-575-24290-4
  5. 「明治編 徒花」2020年10月23日発売[16]、ISBN 978-4-575-24339-0
  6. 「明治編 夏宵蜃気楼」2021年2月19日発売[17]、ISBN 978-4-575-24377-2
  7. 「明治編 君を想う」2021年6月18日発売[18]、ISBN 978-4-575-24417-5
  8. 「大正編 紫陽花の日々」2021年10月21日発売[19]、ISBN 978-4-575-24457-1
  9. 「大正編 終焉の夜」2022年2月26日発売[20]、ISBN 978-4-575-24492-2
  10. 「大正編 夏雲の唄」2022年6年22日発売[21]、ISBN 978-4-575-24534-9
  11. 「昭和編 花街夢灯籠」 2022年10月20日発売[22]、ISBN 978-4-575-24574-5
  12. 「平成編 逢う日遥けし」2023年2月22日発売[23]、ISBN 978-4-575-24607-0
  13. 「平成編 終の巫女」2023年7月26日発売[24]、ISBN 978-4-575-24640-7
  14. 「平成編 泥中之蓮」2023年11月22日発売[25]、ISBN 978-4-575-24697-1

- スピンオフ短編集
  - 「夏樹の都市伝説集 鬼人幻燈抄 番外編」2024年8月28日、ISBN 978-4-575-24763-3

### 小説（文庫）
- 中西モトオ（著）・Tamaki（イラスト） 『鬼人幻燈抄』 双葉社〈双葉文庫〉、既刊9巻（2025年3月20日現在）
  1. 「葛野編 水泡の日々」2021年5月13日発売[26]、ISBN 978-4-575-52471-0
  2. 「江戸編 幸福の庭」2021年9月9日発売[27]、ISBN 978-4-575-52501-4
  3. 「江戸編 残雪酔夢」2022年3月10日発売[28]、ISBN 978-4-575-52554-0
  4. 「幕末編 天邪鬼の理」2022年9月8日発売[29]、ISBN 978-4-575-52606-6
  5. 「明治編 徒花」2023年3月15日発売[30]、ISBN 978-4-575-52652-3
  6. 「明治編 夏宵蜃気楼」2023年9月13日発売[31]、ISBN 978-4-575-52693-6
  7. 「明治編 君を想う」2024年3月13日発売[32]、ISBN 978-4-575-52739-1
  8. 「大正編 紫陽花の日々」2024年9月11日発売
  9. 「大正編 終焉の夜」2025年3月12日発売

### 漫画
- 中西モトオ（原作）・里見有（作画） 『鬼人幻燈抄』 双葉社〈アクションコミックス〉、既刊8巻（2025年3月19日現在）
  1. 2021年9月9日発売[33][1]、ISBN 978-4-575-44004-1
  2. 2022年3月10日発売[34]、ISBN 978-4-575-44015-7
  3. 2022年9月8日発売[35][36]、ISBN 978-4-575-44024-9
  4. 2023年3月15日発売[37]、ISBN 978-4-575-44034-8
  5. 2023年9月13日発売[38]、ISBN 978-4-575-44041-6
  6. 2024年2月29日発売[39]、ISBN 978-4-575-44047-8
  7. 2024年9月11日発売[40]、ISBN 978-4-575-44060-7
  8. 2025年3月19日発売[41]、ISBN 978-4-575-44077-5

## テレビアニメ
2025年3月よりTOKYO MXほかにて連続2クールで放送中。当初2024年6月より放送予定だったが、制作の遅延により延期された。

### スタッフ
- 原作 - 中西モトオ[7]
- 監督 - 相浦和也[7]
- シリーズ構成 - 赤尾でこ[7]
- アニメーションキャラクターデザイン・総作画監督 - 池上たろう[7]
- サブキャラクターデザイン - 崎本さゆり
- プロップデザイン - 杉村友和[42]
- 美術設定 - 工藤ただし（パインウッド）、磯辺結（千住工房）、新妻雅行（千住工房）[42]
- 美術ボード - 磯辺結（千住工房）[42]
- 色彩設計 - 大西峰代[42]
- 2Dワークス - 矢崎宏幸
- CG監督 - 藤原未智瑠
- 3D監督 - 遠藤誠（トライスラッシュ）[42]
- 撮影監督 - 宮坂凌平[42]
- 編集 - 廣瀬清志（editz）、山条裕香（hisui）[42]
- 音響監督 - 原口昇[42]
- 音響制作 - ビットグルーヴプロモーション[42]
- 音楽 - 高田龍一[7]、広川恵一[7]、高橋邦幸[7]
- 音楽プロデューサー - 三角由里
- プロデューサー - 青井宏之、武次茜、柱山泰佐、森田剛、小笠原由記、村上風馬、浅井智美、金子広孝
- アニメーションプロデューサー - 大上裕真
- アニメーション制作 - 横浜アニメーションラボ[7]
- 製作 - 「鬼人幻燈抄」製作委員会

### 主題歌
「コンティニュー」
NEEによる第1クールのオープニングテーマ。作詞はくぅ、作曲はNEE。
「千夜一夜 feat. 仲宗根泉 (HY)」
Hilcrhymeによる第1クールのエンディングテーマ。作詞はTOCと仲宗根泉、作曲はTOC・仲宗根泉・WAPLAN、編曲はWAPLAN。
「Ash」
［Alexandros］による第2クールのオープニングテーマ。作詞・作曲は川上洋平。
「円鈴」
FAKE TYPE.による第2クールのエンディングテーマ。作詞はTOPHAMHAT-KYO、作曲はDYES IWASAKI。

### 各話リスト
| 話数     | サブタイトル         | 脚本       | 絵コンテ | 演出                | 作画監督 | 総作画監督 | 初放送日       |
| -------- | -------------------- | ---------- | -------- | ------------------- | --- | ---------- | -------------- |
| 第一話   | 鬼と人と             | 赤尾でこ   | 相浦和也 | ねこまたや          | 宮坂ゆり 村山章子 芝田千紗 | 池上たろう | 2025年 3月31日 |
| 第二話   | 鬼の娘               | 赤尾でこ   | 頂真司   | 稲村保奈美          | 飯塚葉子 芝田千紗 Shin Na La Lee Se Jong | 池上たろう | 4月8日         |
| 第三話   | 貪り喰うもの（前編） | 谷村大四郎 | 宮澤凌平 | 佐藤覇月 稲村保奈美 | 芝田千紗 周豊炎 橋本有加 日影工房 Fan Dong Dong Yin Shao Feng Hwang Hyungrak | 池上たろう | 4月15日        |
| 第四話   | 貪り喰うもの（後編） | 谷村大四郎 | 小林一三 | 佐藤覇月            | 飯飼一幸 Park Shin-jun Dong hoon Beak yeon-ju Gang seong gwon Han tae ho | 池上たろう | 4月22日        |
| 第五話   | 幸福の庭・前編       | 赤尾でこ   | 小林一三 | 稲村保奈美          | 周豊炎 Shin Na ra FAN DONG DONG yin shao feng HWANG HYUNGRAK | 池上たろう | 4月29日        |
| 第六話   | 幸福の庭・後編       | 赤尾でこ   | 小林一三 | 益子里花            | 金正男 呉賢景 森悦史 松本勝次 旨汁 ままちゃ 杉山みき パク・シンジュン イ・ドンフン ペク・ヨンジュ キム・ヒュンア パク・ソンファ イン・テソン ホ・ジェヨン フェデリコ・イグレシアス ケネディ・フリーマン CHEN JIAXING LI SHAOCHUAN ZENG SHAN | 池上たろう | 5月6日         |
| 第七話   | 九段坂呪い宵         | 小森さじ   | 小川優樹 | 新井進二            | Heo.Jae-young Kim.Hyun-ah Kwon.Yong-sang CHEN JIAXING LI SHAOCHUAN ZENG SHAN | 池上たろう | 5月13日        |
| 第八話   | 花宵簪（前編）       | 赤尾でこ   | 小林一三 | 髙瀬須美佳          | Baek yeon-ju Choi Jeong-hwa Han Mi-ok Park Joo-hyun Kim chuno Park Shin-jun Bak hyeon a fan dong dong sun qiang wang xiao ming CHEN JIAXING LI SHAOCHUAN ZENG SHAN FAN DONG DONG yin shao feng HWANG HYUNGRAK                               | 池上たろう | 5月20日        |
| 第九話   | 花宵簪（後編）       | 赤尾でこ   | 大原実   | 川部真也            | Woo Keum young Won Eun sook Youn Hi young Lim Sou kyoung Kwon Oh sik FAN DONG DONG yin shao feng HWANG HYUNGRAK | 池上たろう | 5月27日        |
| 第十話   | 雨夜鷹               | 谷村大四郎 | 村田和也 | 益子里花            | O So Won Chae Gwang Hwan Choi Zi O Prodefy | 池上たろう | 6月3日         |
| 第十一話 | 残雪酔夢（前編）     | 谷村大四郎 | 小林一三 | 佐藤覇月            | Youn Hi young Kwon Oh sik Woo Keum young Won Eun sook Lim Sou kyoung | 池上たろう | 6月10日        |
| 第十二話 | 残雪酔夢（中編）     | 谷村大四郎 | 小林一三 | 稲村保奈美          | 村山章子 宮坂ゆり 周豊炎 ねこまたや Shin Na ra Lee Se Jong Kim Jeong Sun Fan Dong Dong Yin Shao Feng Hwang Hyungrak | 池上たろう | 6月17日        |
| 第十三話 | 残雪酔夢（後編）     | 谷村大四郎 | 小川優樹 | 佐藤覇月            | 宮坂ゆり ねこまたや 周豊炎 村山章子 Min Hyun Suk Ah Hyu Jeong Fan Dong Dong Yin Shao Feng Hwang Hyungrak Triple A | 池上たろう | 6月24日        |
| 第十四話 | 妬心の現身           | 谷村大四郎 | 藤原良二 | 遠藤良柄            | 南伸一郎 Kim Hyeona Kim Jeongwoo Lee youngmi Cho Wonha Heo Jaeyoung sun qiang fan dong dong liu qi qi zhang qian ru HYUN GRAK | 池上たろう | 7月15日        |
| 第十五話 | 妖刀夜話〜飛刃〜     | 赤尾でこ   | 小林一三 | 鈴木賢人            | sun qiang fan dong dong liu qi qi zhang qian ru HYUN GRAK | 池上たろう | 7月22日        |
| 第十六話 | 天邪鬼の理           | 小森さじ   | 河田凌   | 河田凌              | 村山章子 宮坂ゆり 周豊炎 sun qiang fan dong dong liu qi qi zhang qian ru HYUN GRAK | 池上たろう | 7月29日        |
| 第十七話 | 剣に至る             | 小森さじ   | 村田和也 | 佐藤覇月            | sun qiang fan dong dong liu qi qi zhang qian ru HYUN GRAK | 池上たろう | 8月5日         |
| 第十八話 | 茶飲み話             | 赤尾でこ   | 相浦和也 | 鈴木賢人            | sun qiang fan dong dong liu qi qi zhang qian ru HYUN GRAK Triple A | 池上たろう | 8月12日        |
| 第十九話 | 流転                 | 小森さじ   | 江崎慎平 | 江崎慎平            | 酒井秀基 桂憲一郎 小野あゆ美 関口雅浩 亀田朋幸 和田伸一 しまだひであき 藤川太 | 池上たろう | 8月19日        |

### 放送局
| 放送期間                     | 放送時間                                                  | 放送局   | 対象地域   | 備考                             |
| ---------------------------- | --------------------------------------------------------- | -------- | ---------- | -------------------------------- |
| 2025年3月31日 2025年4月8日 - | 月曜 21:30 - 22:30 火曜 0:00 - 0:30（月曜深夜）           | TOKYO MX | 東京都     | 製作参加                         |
| 2025年4月2日 2025年4月9日 -  | 水曜 0:00 - 1:00（火曜深夜） 水曜 0:30 - 1:00（火曜深夜） | BSフジ   | 日本全域   | BS/BS4K放送 / 『アニメギルド』枠 |
|                              | 水曜 2:30 - 3:30（火曜深夜） 水曜 3:00 - 3:30（火曜深夜） | 毎日放送 | 近畿広域圏 | 製作参加 / 『アニメ特区』第2部   |
| 初回は1時間スペシャル。      |                                                           |          |            |                                  |

| 配信開始日    | 配信時間                     | 配信サイト | 備考                                              |
| ------------- | ---------------------------- | --- | ------------------------------------------------- |
| 2025年3月31日 | 火曜 0:00 - 0:30（月曜深夜） | ABEMA | 地上波同時最速配信 初回は月曜 21:30 - 22:30に配信 |
| 2025年4月4日  | 金曜 0:00（木曜深夜） 更新   | Prime Video Netflix dアニメストア U-NEXT アニメ放題 DMM TV J:COM STREAM みるプラス TELASA バンダイチャンネル Hulu Lemino FOD AnimeFesta                                                  | 見放題配信                                        |
|               |                              | Prime Video J:COM STREAM みるプラス TELASA バンダイチャンネル Hulu ニコニコチャンネル Google Play / YouTube Rakuten TV HAPPY!動画 OnGenムービー ビデオマーケット music.jp カンテレドーガ | 都度課金配信                                      |
|               |                              | ABEMA | 無料配信                                          |

### BD
| 巻  | 発売日             | 収録話 | 規格品番  |
| --- | ------------------ | ------ | --------- |
| BOX | 2025年12月24日予定 | 全24話 | BCXA-2002 |